# Stenodictyon pallidum
Stenodictyon pallidum är en bladmossart som beskrevs av H. Crum och Steere 1956. Stenodictyon pallidum ingår i släktet Stenodictyon och familjen Hookeriaceae. Inga underarter finns listade i Catalogue of Life.